# Chiesa cattolica in Birmania
La Chiesa cattolica in Birmania è parte della Chiesa Cattolica universale, sotto la guida spirituale del Papa e della Santa Sede.

## Storia
Ai primi del Novecento il numero dei cristiani era di 55.000. Abbracciarono la nuova religione solo le minoranze etniche (su tutte quella indiana), mentre l'ambiente birmano restò impermeabile.
Il primo vescovo birmano, mons. U Win, fu consacrato nel 1954.

Nel 1962 venne instaurata dal generale Ne Win la dittatura di stampo socialista che da allora controlla il Paese. Le scuole cattoliche vennero nazionalizzate, tutti i missionari giunti dopo l'indipendenza (1948) furono espulsi.

## Statistiche
I cattolici sono circa 450.000, cioè circa l'1% della popolazione.
Il Paese è diviso in 17 diocesi, 3 delle quali sono arcidiocesi. Ciascuna arcidiocesi costituisce anche una provincia ecclesiastica.

## Organizzazione

### Provincia ecclesiastica di Yangon
- Arcidiocesi di Yangon
- Diocesi di Hpa-an
- Diocesi di Mawlamyine
- Diocesi di Pathein
- Diocesi di Pyay

### Provincia ecclesiastica di Mandalay
- Arcidiocesi di Mandalay
- Diocesi di Banmaw
- Diocesi di Hakha
- Diocesi di Kalay
- Diocesi di Lashio
- Diocesi di Mindat
- Diocesi di Myitkyina

### Provincia ecclesiastica di Taunggyi
- Arcidiocesi di Taunggyi
- Diocesi di Kengtung
- Diocesi di Loikaw
- Diocesi di Pekhon
- Diocesi di Taungngu

## Nunziatura apostolica
Fino al 2017 non esistevano relazioni diplomatiche tra la Santa Sede e la Birmania, e il papa era rappresentato presso l'episcopato locale da un delegato apostolico. Il 4 maggio 2017 «la Santa Sede e la Repubblica dell'Unione del Myanmar, desiderose di promuovere legami di mutua amicizia, hanno deciso di comune accordo di stabilire relazioni diplomatiche a livello di Nunziatura Apostolica da parte della Santa Sede e di Ambasciata da parte della Repubblica dell'Unione del Myanmar». La nunziatura apostolica è stata ufficialmente eretta in forza della costituzione apostolica Quo firmiores di papa Francesco.

### Delegati apostolici
- Alberto Tricarico (22 dicembre 1990 - 26 luglio 1993 nominato officiale della Segreteria di Stato della Santa Sede)
- Luigi Bressan (26 luglio 1993 - 25 marzo 1999 nominato arcivescovo di Trento)
- Adriano Bernardini (24 luglio 1999 - 26 aprile 2003 nominato nunzio apostolico in Argentina)
- Salvatore Pennacchio (20 settembre 2003 - 8 maggio 2010 nominato nunzio apostolico in India)
- Giovanni d'Aniello (22 settembre 2010 - 10 febbraio 2012 nominato nunzio apostolico in Brasile)
- Paul Tschang In-Nam (4 agosto 2012 - 12 agosto 2017 nominato nunzio apostolico)

### Nunzi apostolici
- Paul Tschang In-nam (12 agosto 2017 - 16 luglio 2022 nominato nunzio apostolico nei Paesi Bassi)

## Conferenza episcopale
Elenco dei Presidenti della Conferenza dei vescovi cattolici del Myanmar:
- Arcivescovo Victor Bazin, M.E.P. (1967 - 1969)
- Arcivescovo Gabriel Thohey Mahn-Gaby (1969 - 1976)
- Arcivescovo Alphonse U Than Aung (1976 - 1982)
- Vescovo Paul Zinghtung Grawng (1982 - 1992)
- Arcivescovo Alphonse U Than Aung (1992 - 1994)
- Arcivescovo Matthias U Shwe (1994 - 2000)
- Arcivescovo Charles Maung Bo, S.D.B. (2000 - 2006)
- Arcivescovo Paul Zinghtung Grawng (2006 - 2012)
- Vescovo John Hsane Hgyi (2012 - luglio 2014)
- Vescovo Felix Lian Khen Thang (luglio 2014 - 2020)
- Vescovo Peter Hla, dal 2020

Elenco dei Vicepresidenti della Conferenza dei vescovi cattolici del Myanmar:
- Arcivescovo Charles Maung Bo, S.D.B.

Elenco dei Segretari esecutivi della Conferenza dei vescovi cattolici del Myanmar:
- Presbitero Marco Tin Win (2010 - 2013)

... 
- Presbitero Paulinus Myat Kyaing